# 1872 na literatura

## Nascimentos
| Data          | Nome                        | Profissão            | Nacionalidade | Observações | Ref |
| ------------- | --------------------------- | -------------------- | ------------- | ----------- | --- |
| 7 de Setembro | Carlos Magalhães de Azeredo | diplomata e escritor | Brasil        | m. 1963     |     |

## Mortes
| Data           | Nome             | Profissão | Nacionalidade | Observações | Ref |
| -------------- | ---------------- | --------- | ------------- | ----------- | --- |
| 13 de Setembro | Ludwig Feuerbach | filósofo  | Alemanha      | n. 1804     |     |